# In the Heights: Giấc mơ New York
Giấc mơ New York (tên gốc tiếng Anh: In the Heights) là phim điện ảnh nhạc kịch năm 2021 của Mỹ do Jon M. Chu đạo diễn từ kịch bản của Quiara Alegría Hudes. Bộ phim dựa trên tác phẩm nhạc kịch sân khấu In the Heights của Hudes và Lin-Manuel Miranda. Phim có sự tham gia diễn xuất của Anthony Ramos, Corey Hawkins, Leslie Grace, Melissa Barrera, Olga Merediz, Daphne Rubin-Vega, Gregory Diaz IV và Jimmy Smits. Bộ phim sử dụng phần cốt truyện giống với vở nhạc kịch, kể câu chuyện về một chủ quán rượu ở Thành phố New York đang cố gắng dành dụm tiền với hy vọng có một cuộc sống tốt đẹp hơn.
In the Heights: Giấc mơ New York dự kiến khởi chiếu ra mắt tại Liên hoan phim quốc tế Latinh Los Angeles vào ngày 4 tháng 6 năm 2021 và được Warner Bros. Pictures công chiếu tại các rạp chiếu phim, rạp Dolby Cinema và IMAX tại Mỹ từ ngày 11 tháng 6 năm 2021. Phim đồng thời cũng ra mắt trên nền tảng xem phim trực tuyến HBO Max trong một tháng.